# Calau-de-touca-branca
Calau-de-touca-branca ou calau-de-poupa-branca (Horizocerus albocristatus) é uma espécie de calau da família Bucerotidae.

## Subespécies
São reconhecidas três subespécies, que se distinguem principalmente pela quantidade de branco na cabeça e no pescoço e pela presença ou ausência de extremidades brancas nas coberturas alares:
- H. a. albocristatus (Cassin, 1848) – desde a Guiné até à Costa do Marfim.
- H. a. cassini (Finsch, 1903) – desde a Nigéria para leste até ao Uganda e para sul até Angola.
- H. a. macrourus (Bonaparte, 1850) – Costa do Marfim e Gana.

## Distribuição
O calau-de-touca-branca tem uma área de distribuição vasta pela África Ocidental, ocorrendo desde o sul da Serra Leoa, para leste até ao Benim, incluindo a Costa do Marfim, o Gana, a Guiné, a Libéria e o Togo. É frequente em certas partes da sua área de distribuição. Embora a sua população seja difícil de estimar, pensa-se que não está ameaçado.